# 新枫街道
新枫街道，是中华人民共和国江西省景德镇市昌江区下辖的一个乡镇级行政单位。

## 行政区划
新枫街道下辖以下地区：
十八渡社区、新风路社区、汽车站社区、韭菜园社区、青花社区、红旗社区、红星社区、光明社区、红光社区、哪咤庙社区、太阳船社区、阳府滩社区和园林社区。